# 말하고 싶은 비밀
《말하고 싶은 비밀》(일본어:  交換ウソ日記, 영어: Our Secret Diary)는 2023년에 개봉한 일본의 로맨스, 드라마 영화이다. 타케무라 켄타로가 감독을 요시카와 나미가 각본을 맡았다. 일본은 2023년 7월 7일에 대한민국은 2023년 12월 13일에 개봉되었다.

## 줄거리
자신의 책상 서럽 속에서 좋아해 라는 쪽지를 발견한 노조미. 쪽지의 주인공인 세토야마는 학교 최고 인기남이다. 서로 비밀 쪽지로 비밀로 사귀기로 하지만 세토야마는 에리노인줄 알고 착각해서 노조미의 책상에 쪽지를 넣게 되었다는 것을 노조미는 알게 되지만 이를 알리지 않고 비밀노트로 서로에 대해 알아가게 되는데...

## 출연진

### 주연
- 타카하시 후미야 - 세토야마 준 역
- 사쿠라다 히요리 - 쿠로다 노조미 역

### 조연
- 카야시마 미즈키 - 마츠모토 에리노 역
- 소타 료스케 - 요네다 하루히토 역
- 사이토 나기사 - 하야시 유코 역
- 이타가키 미즈키 - 야노 히로토 역